# New Hampshire (pollo)
New Hampshire è una razza di pollo statunitense nata nel secondo decennio del ventesimo secolo nello stato del New Hampshire, dal quale ha preso il nome. È una razza medio-pesante, ottima produttrice sia di carne che di uova, presente solo in tre varietà: "Bruno-dorata", "Bruno-dorata blu" e "Bianca". La New Hampshire è molto allevata e diffusa anche in Europa ed è alla base di molti ceppi industriali di ovaiole a piumaggio rosso.

## Origini
La razza fu ottenuta intorno al 1915, partendo dalla selezione della Rhode Island rossa per Leghorn dorato, e successivamente è stata introdotta dal Rhode Island e dal Massachusetts nel vicino stato del New Hampshire, che le ha dato il nome. In seguito gli allevatori hanno lavorato allo scopo di ottenere un pollo dal mantello più chiaro della Rhode Island. La razza ha subito riscosso notevole successo presso gli allevatori grazie alle sue qualità produttive e alla sua notevole rusticità.

## Caratteristiche morfologiche

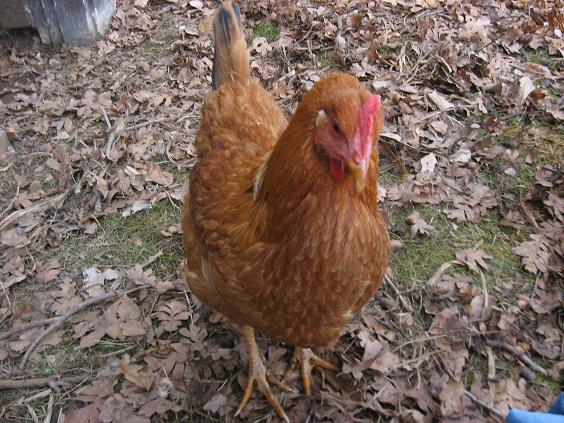
Gallina rossa New Hampshire

È una tipica razza americana media, di corporatura robusta e compatta, ma slanciata. La testa è mediamente lunga e presenta una cresta semplice portata dritta in entrambi i sessi, a cinque punte, di dimensioni proporzionate al capo. Gli occhi sono rotondi e rosso chiari. Gli orecchioni sono ovali e rosso brillanti come il resto della faccia, i bargigli sono larghi e il becco è robusto, di media lunghezza e di color corno.
Il collo è mediamente lungo, arcuato e dotato di una ricca mantellina. Il dorso è largo e leggermente inclinato verso la coda, la quale è di media lunghezza, bene aperta e con falciformi arcuate nel maschio.
L'addome è largo, pieno e profondo. Le zampe sono gialle e di media lunghezza. Il peso è di 3,800 kg nel gallo e di 2,500 kg nella gallina. La pelle è gialla.

## Colorazioni
Sono note solo due varietà: quella originale, la cosiddetta bruno-dorata, e la bianca. Quest'ultima è stata creata parecchio tempo dopo la prima varietà e, pur non essendosi diffusa come la precedente, gode di una cerchia di ammiratori anche in Europa. Allevatori olandesi hanno creato anche una terza varietà, la bruno-dorata blu, dove il blu sostituisce il nero presente su timoniere, remiganti e mantellina della colorazione originale.

## Qualità
Si tratta di una tipica razza da reddito americana, a doppia attitudine come ovaiola e come produttrice di carne. Ha pelle gialla e mediamente fine ed un impiumaggio veloce. Utilizzata per creare linee industriali di ibride ovaiole, è molto adatta alla vita all'aperto, ma, essendo una razza dal temperamento mite, si adatta anche a vivere in un recinto. Le uova sono di colore rossiccio e la produzione annua si aggira intorno alle 200-220 uova.